# سین لام میم
شین لام میم ریشه سه حرفی در زبان‌های سامی است که به عنوان اسم روائی در این زبان‌ها به‌کار می‌رود. سلام نخستین کلامی هست که در گفت‌وگوی مسلمانان گفته می‌شود. معنی این سه حرف، کامل، صحیح، سالم، آسیب‌ندیده و بی‌عیب است. کلمات ساخته‌شده با آن به معنای آرامش و سلامتی می‌باشند. این لغت از طریق عربی به پارسی و برخی زبان‌های دیگر نیز وارد شده‌است. از زبان نیاسامی است و واژه‌های شَلوم (Shalom) (به عبری: שלום) و شْلاماء (به سریانی: ܫܠܡܐ) ازجمله واژه‌های هم‌خانواده و هم‌معنی آن هستند. در زبان عربی بیشتر به شکل سلام علیکم استفاده می‌شود که ریشه آن سلم است و معنی سلامت باشید نیز می‌دهد.